# John Langdon (tipógrafo)
John Langdon (nasceu a 19 de abril de 1946) é um designer gráfico americano, artista em ambigramas, pintor e escritor.
Filho de George Langdon, um professor na Academia Episcopal em Merion, Pennsylvania, Langdon se ocupou nessa escola entre 1950 e 1964. Ele recebeu o seu diploma de bacharelato de Inglês na Dickinson College, graduando-se em 1968. Um artista autodidata e designer gráfico, Langdon tem free-lancer (trabalhador autónomo), como um artista de letras e especialista em design de logotipo desde 1976. Conhecido pelos ambigramas, que ele começou a desenvolver no final dos anos de 60 e início dos anos 70, Langdon exibiu-os nos ensaios de seu livro Wordplay, publicado em 1992. Jonh Langdon é conhecido sobretudo, pela sua associação com Dan Brown e nos romances O Código Da Vinci e Anjos e Demónios. O protagonista destes romances, foi dado o nome de Robert Langdon, como uma homenagem a Langdon, sendo ele, o responsável pela criação dos nomes, Illuminati em ambigrama, bem como os símbolos dos quatro elementos: Terra, Ar, Fogo e Água, que aparecem no filme Anjos e Demônios.
Umas das influências principais de Langdon, incluem nas obras do surrealistas de Salvador Dalí e René Magritte, o cubismo (artes plásticas modernas) de Barque, Picasso e Gris, artistas gráficos MC Escher, e tipo de designers como Herb Lubalin. [carece de fontes?]
Actualmente, Langdon é um professor de tipografia e identidade corporativa na Universidade Drexel, na Filadélfia. Ele continua a fazer trabalhos sobre ambigramas, assim como pinturas e obras de arte que incorporam a linguagem, o tipo e a filosofia.